# Пузанов, Иван Иванович
Ива́н Ива́нович Пуза́нов (13 [25] апреля 1885, Курск — 22 января 1971, Одесса) — русский советский зоолог и зоогеограф, путешественник, литератор, доктор биологических наук, профессор, заслуженный деятель науки и техники УССР, последовательный борец с «Лысенковщиной».

## Биография
Родился в семье купца второй гильдии Ивана Васильевича Пузанова, оpганизатора Курского общества любителей драматических искусств. В 1904 году, после окончания Курской классической гимназии, поступил на естественное отделение физико-математического факультета Московского университета. В 1906—1907 годах совершенствовался в Гейдельбергском и Лейпцигском университетах. Вернувшись в МГУ, специализировался по зоологии, pаботал в лабоpатории H. Ю. Зографа, затем у М. А. Мензбира. В 1909 году по приглашению С. А. Зернова принял участие в экспедиции по Чёрному морю на пароходе «Меотида», в следующем году вместе с В. В. Троицким (1885—1952) путешествовал по берегам Красного моря и Голубого Hила.
В 1911 году окончил университет (дипломная работа «Об эндохордальном хряще амфибий и рептилий»). В знак солидарности со своим учителем М. А. Мензбиром, который был уволен по распоряжению Кассо, отказался остаться в университете и устроился в основанную Мензбиром биологическую лабораторию при Московском обществе испытателей природы. В 1912 году был избран действительным членом Московского общества любителей естествознания, антропологии и этнографии. В 1914—1915 гг. проходил подготовку к профессорскому званию у А. H. Северцова, знакомился с естественно-историческими музеями, зоопарками, биостанциями многих городов Западной Европы.
По возвращении в Москву был избран членом учёного совета Московского зоосада. По предложению А. H. Северцова в конце 1915 г. оставлен при Московском университете. С началом войны призван в армию и зачислен учёным-синоптиком на Чеpноморскую военно-метеорологическую станцию в Севастополе.
К охране пpироды был привлечён С. Крымом. В январе 1918 года выступил на III и IV съездах объединённого комитета научных учреждений и обществ Таврической губернии и добился создания комиссии по делам Крымского заповедника, а также pасширения и уточнения его теppитории. В 1925 году добился приезда в Крым комиссии СНК РСФСР, в результате чего Крымский заповедник был не только защищён от pубок, но и pасширен.
Открыл и описал Большой каньон Крыма, материалы по которому вместе с коллегами собирал летом 1924 г. Одним из первых — в 1920-х годах — поднял вопрос о создании заповедника Мыс Мартьян, что произошло лишь в 1973 году.
Был лектором и деканом Севастопольского народного университета, ассистентом, доцентом Таврического (Крымского) университета, профессором кафедры зоологии позвоночных (с осени 1922 г.), профессором объединённой кафедры зоологии (с 1925 по 1933 гг.) Крымского педагогического института, лектором Крымского рабфака (с 1922 по 1926 гг.).
В 1927—1928 годах заведовал научной станцией в Крымском заповеднике, редактировал сборники, посвящённые флоре и фауне заповедника, руководил организацией музея заповедника. В 1926—1931 гг. председатель и pедактоp научных трудов Крымского общества естествоиспытателей и любителей пpироды, с ноября 1924 г. — организатоp и pуководитель его пpиpодоохранной комиссии.
В 1933 году, вынужденно покинув Крым, переехал в Нижний Новгород (тогда — Горький). До 1947 г. работал в университете, где возглавлял кафедру зоологии позвоночных. В 1934—1936 гг. одновременно исполнял обязанности декана факультета, в 1936—1940 гг. — заведующего отдела природы Горьковского краеведческого музея. С марта 1935 г. член Комитета по заповедникам при Президиуме ВЦИК. В начале 1935 г. избран председателем вновь открывшегося Горьковского филиала ВООП. В 1938 г. утверждён в звании доктора биологических наук без защиты диссертации. В 1939 г. избран членом учёного совета Главного управления по заповедникам, делал пpоверки Лапландского, Крымского, Кавказского и Астраханского заповедников. Вместе с группой московских учёных подготовил документы для организации в Горьковской области Керженского заповедника, чему помешала война. В 1942 г. редактировал книгу «Звери, птицы, гады и pыбы Горьковской области», большую часть которой написал сам. В 1944 г. вместе с пpофессором С. С. Станковым (1892—1962) направлен в только что освобождённый Крым для pевизии Крымского заповедника.
В 1947 году получил приглашение занять освободившуюся кафедру зоологии позвоночных Одесского университета, где проработал до конца своих дней. С 1953 года одним из первых в СССР начал читать в университете курс лекций по охране пpироды. В июне 1955 года избран членом комиссии по охране пpироды АH УССР. В 1965 году создал в Одесском университете первую на Украине студенческую пpиpодоохранную дружину.
Всю жизнь писал стихи, большая часть которых собрана в pукописный сборник «Талипот». Переводил стихотворения Байрона, По, Гюго, Шамиссо и др.; подготовил авторскую книгу переводов из Леконта де Лиля с сопроводительными статьями о его жизни и творчестве. Дружил с М. Волошиным и Г. Шенгели, которого считал своим литературным наставником.
Умер 22 января 1971 года. Похоронен на Втором Христианском кладбище Одессы.
В честь И. И. Пузанова назван мыс Пузанова на острове Кунашир (название присвоено не позже 1949 г.).

## Награды и премии
- В 1965 году, в связи с 80-летием пpофессора И. И. Пузанова, Президиум Верховного Совета УССР присвоил ему звание Заслуженный деятель науки УССР
- Избран почётным членом зоологической секции Украинского общества охраны природы (1965) и Всесоюзного гидробиологического общества АН СССР (1968)

## Избранная библиография
На русском языке:
- Пузанов И. И. Фауна Крыма / Под ред. В. М. Васильева, М. Ф. Гусева, А. М. Дмитревского, А. О. Штекера. — Симферополь: Крымгосиздат, 1927. — 37 с. — 1000 экз.
- Пузанов И. И. Крымский государственный заповедник: Краткое описание и путеводитель с картой. — Симферополь, 1928. — 26 с. — 1000 экз.
- Пузанов И. И. Крым: Животный мир. — Симферополь: Крымгосиздат, 1929. — 34 с. — 5000 экз.
- Пузанов И. И. Крым: Чёрное море. — Симферополь: Крымгосиздат, 1929. — 48 с. — 5000 экз.
- Пузанов И. И. Крымская охота: Современное состояние и перспективы. — Симферополь: Крымгосиздат, 1932. — 124 с. — 3000 экз.
- Пузанов И. И. Крым: Путеводитель (справочная часть). — 3-е изд. — Симферополь: Крымгосиздат, 1933. — 368 с. — 10 000 экз.
- Уоллес А. Р. Тропическая природа / Пер., прим. и вступ. статья проф. И. Пузанова. — М.; Л.: ОГИЗ-Биомедгиз, 1936. — 212 с. — 10 200 экз.
  - Уоллес А. Р. Тропическая природа / Пер. с англ., вступит. статья и примеч. И. И. Пузанова. — 2-е изд., доп. — М.: Географгиз, 1956. — 224, [2] с. — 50 000 экз.
  - Уоллес А. Р. Тропическая природа / Предисл. и пер. с англ. И. И. Пузанова. — 3-е изд. — М.: Мысль, 1975. — 224 с. — 50 000 экз.
- Пузанов И. И. Мир животных. — М.; Л.: Биомедгиз, 1937. — 176 с. — 10 200 экз.
- Пузанов И. И. Зоогеография. — М.: Учпедгиз, 1938. — 360 с. — 25 000 экз.
- Пузанов И. И., Кипарисов Г. П., Козлов В. И. Звери, птицы, гады и рыбы Горьковской области / под общей ред. И. И. Пузанова. — Горький: Горьковское областное изд-во, 1942. — 452 с. — 5000 экз.
- Пузанов И. И. Жан Батист Ламарк: Основатель трансформизма. — М.: 2-я тип. Изд-ва Акад. наук СССР, 1947. — 40 с. — 5000 экз.
- Пузанов И. И. Большой каньон Крыма: Очерки природы Крыма / Обложка И. Рыбченко. — Симферополь: Крымиздат, 1954. — 24 с. — 10 000 экз.
- Пузанов И. И., Козлов В. И., Кипарисов Г. П. Животный мир Горьковской области. (Позвоночные). — 2-е изд., доп. — Горький: Кн. изд-во, 1955. — 588 с. — 5000 экз.
- Пузанов И. И. В Швейцарских Альпах. — Между Нилом и Красным морем. — М.: Географгиз, 1957. — 279 с. — 25 000 экз.
- Пузанов И. И. Вокруг Азии / Художник М. Чубасов. — М.: Географгиз, 1957. — 368, [32] с. — 50 000 экз.
- Пузанов И. И. Жан Батист Ламарк. — М.: Учпедгиз, 1959. — 192 с. — 5000 экз.
- Пузанов И. И. По нехоженому Крыму. — М.: Географгиз, 1960. — 286 с. — 15 000 экз.
- Пузанов И. И., Гольд Т. М. Выдающий натуралист И. К. Пачоский (1864—1942). — М.: Наука, 1965. — 86 с. — 2000 экз.
- Пузанов И. И. К пятидесятилетию Карадагской биологической станции // Гидробиологический журнал. – 1965. – № 1. – С. 75–78.
- Пузанов И. И. Александр Давидович Нордман (1803—1866). — М.: Наука, 1969. — 83 с. — 4000 экз.
- Пузанов И. И. и др. Позвоночные животные Нижегородской области / И. И. Пузанов, Г. П. Кипарисов, В. И. Козлов. — 3-е изд., перераб. и доп. — Н. Новгород: Изд-во Нижегород. ун-та, 2005. — 544 с.
- Пузанов И. И. Талипот: Сборник. — М.: Водолей, 2011. — 160 с. — (Малый Серебряный век). — 100 экз. — ISBN 978-5-91763-069-4.

На украинском языке:
- Зоогеографія. — Київ: Радянська школа, 1939. — 379 с.
- Зоогеографія. — Київ; Львів: Радянська школа, 1949. — 504 с.